# Левер, Джонни
Джонни Левер (хинди जॉनी लीवर, англ. Johnny Lever, имя при рождении — Джон Рао Джанумала (хинди जॉन प्रकाश राव जनुमाला); род. 14 августа 1957 года) — индийский актёр и один из самых именитых комик

ов индийского кинематографа. В своё время был одним из первых стендап комиков в Индии. Левер тринадцать раз номинировался на Filmfare Awards в номинации «За лучшую комедийную роль» и дважды получил награду за роли в фильмах «Муки любви» (1997) и «Жених Раджа» (Dulhe Raja, 1998). С начала карьеры снялся в более чем трехсот фильмах Болливуда.

## Биография
Левер родился в семье христиан-телугу, Пракаша Рао Джанумалы, оператора завода «Hindustan Lever Ltd» (HLL), и Карунаммы Джанумалы в Нандьяле, штат Андхра-Прадеш. Позже семья переехала в обосновались в трущобах Дхарави. Его родным языком является телугу. Левер — старший в многодетной семье, состоящей из трех сестёр и двух братьев (среди них — Джимми Мозес, также ставший актёром и комиком).
Левер учился в средней англоязычной школе Андхры до седьмого класса, но не смог продолжить обучение дальше из-за финансовых проблем в семье. Он решил покинуть школу и начал работать на случайных работах, таких как продажа ручек на улицах Мумбаи и подражание звёздам кино, танцуя под песни Болливуда. Он также провел свои первые годы в Якутпуре, старом районе Хайдарабада, где изучил уникальный стиль комедийной игры.
Во время работы в компании Hindustan Lever Limited он подражал нескольким старшим офицерам, и с того дня рабочие стали говорить, что он не Джон Рао, а Джонни Левер. Когда он позже присоединился к киноиндустрии, он решил сохранить имя.